# Grotta delle Capre
La grotta delle Capre è una grotta che si trova sul versante meridionale del promontorio del Circeo, in zona "Quarto Caldo", nel comune di San Felice Circeo, in provincia di Latina.

## Caratteristiche
La grotta delle Capre è così chiamata perché, data la sua ampiezza, un tempo veniva utilizzata dai pastori come ricovero per le greggi; è sicuramente la più conosciuta e visitata, dopo la Grotta Guattari, tra le numerose grotte che si aprono alla base del promontorio del Circeo. Raggiungibile via mare o via terra tramite un sentiero, è lunga circa 35 metri ed alta dai 15 ai 20 metri nel mezzo della volta. La cavità è ricca di cunicoli ed antri, il più importante dei quali inizia nella parte terminale della grotta e penetra profondamente nella massa della montagna.

## Storia geologica ed archeologica
La grotta, che venne esplorata già nell’Ottocento dal geologo Arturo Issel, fu oggetto di studi sistematici a partire dal 1936 ad opera del geologo e archeologo Alberto Carlo Blanc nell'ambito di una serie di indagini sulle grotte del promontorio del Monte Circeo. In base agli scavi effettuati nei depositi rinvenuti all’interno della grotta fu ricostruita una successione stratigrafica che permise di riconoscere eventi geologici, climatici e ambientali succedutisi durante la glaciazione würmiana (da 80.000 a 10.000 anni fa) caratterizzata da un basso livello del mare che ebbe il suo minimo circa 20.000 anni fa. È noto che il livello marino durante il periodo glaciale si è abbassato fino ad un massimo di 120 metri dando origine alle enormi calotte di ghiaccio delle regioni artica e antartica. Ciò permise una frequentazione della caverna, sia da parte di animali e sia dell’uomo paleolitico, che era impossibile durante l’alto livello eustatico tirreniano (con picco 125.000 anni fa) quando il mare invadeva tutto l’interno della grotta essendo più alto di alcuni metri rispetto all’attuale livello.  Attualmente l’ingresso alla Grotta delle Capre è possibile via terra in quanto nell’arco degli ultimi 125.000 anni l’area costiera si è sollevata di circa 6 metri per cause tettoniche o isostatiche. Per tale ragione i segni dell’antico alto livello tirreniano (MIS 5e) si ritrovano all’interno della grotta alla quota di circa 9,75 metri. Tale quota è ben documentata da una fascia a fori di litodomi e dalla presenza di un “incavo di bioerosione” nella roccia calcarea causato proprio dall’attività distruttrice di tali molluschi bivalvi litofagi (Lithophaga lithophaga). Detto incavo si è sviluppato in gran parte al di sotto del livello medio del mare e, pertanto, non è il “solco di battente” spesso visibile al piede delle falesie che, al contrario, si sviluppa in gran parte al di sopra del livello medio del mare.
La Grotta delle Capre ha, per le ragioni sopra esposte, molti motivi di interesse: turistico, archeologico, preistorico, paleontologico, palinologico e per gli studiosi di Geologia del Quaternario. 
Il prof. Blanc, oltre a rinvenire resti di industria paleolitica che egli stesso ribattezzò “pontiniana”, definendo con essa l'industria musteriana su ciottoli silicei tipica di questa zona, rinvenne, nello strato 5, sotto ad una frana, resti di ippopotamo, animale tipico delle zone calde, e carboni derivanti dalla combustione di legno di abete, specie invece tipica di zone fredde. Ciò può voler dire una sola cosa: l'abbassamento della temperatura dovuto alla glaciazione aveva fatto sì che una specie arborea come l'abete avesse potuto vivere a livelli più bassi, addirittura a livello del mare; e un animale come l'ippopotamo, abituato a vivere in climi caldi, avesse trovato come ultimo rifugio una zona a contatto con il mare, una grotta appunto, dove la termoregolazione tipica delle zone marine aveva potuto un poco attenuare il rigore glaciale.

## Galleria d'immagini

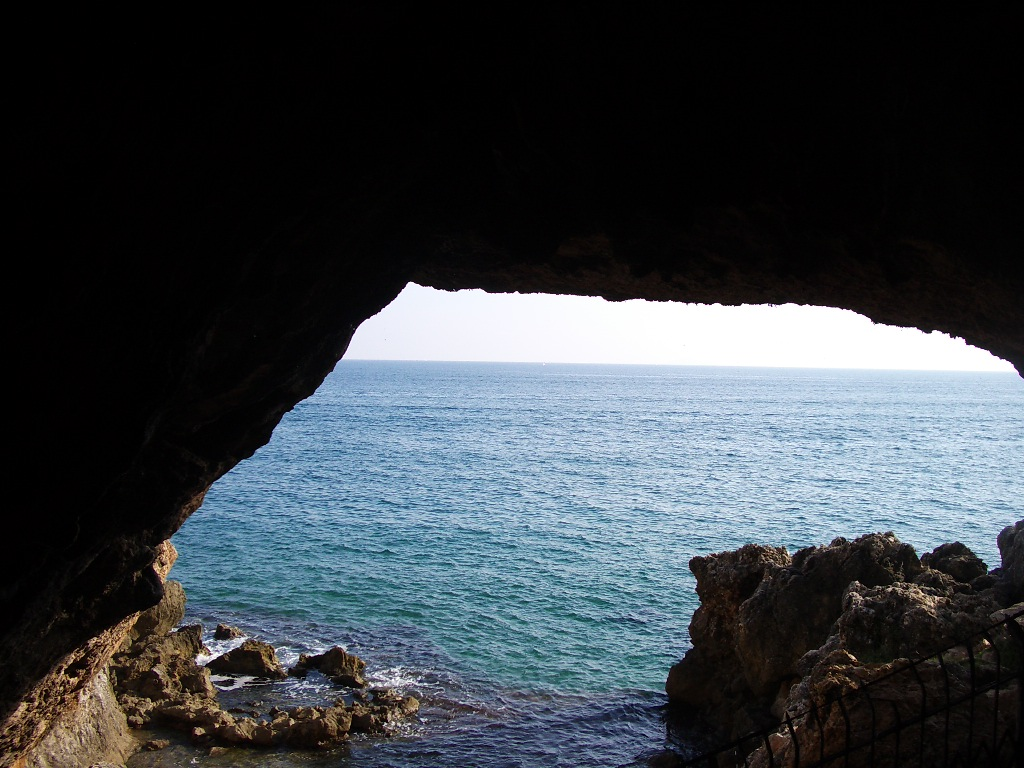
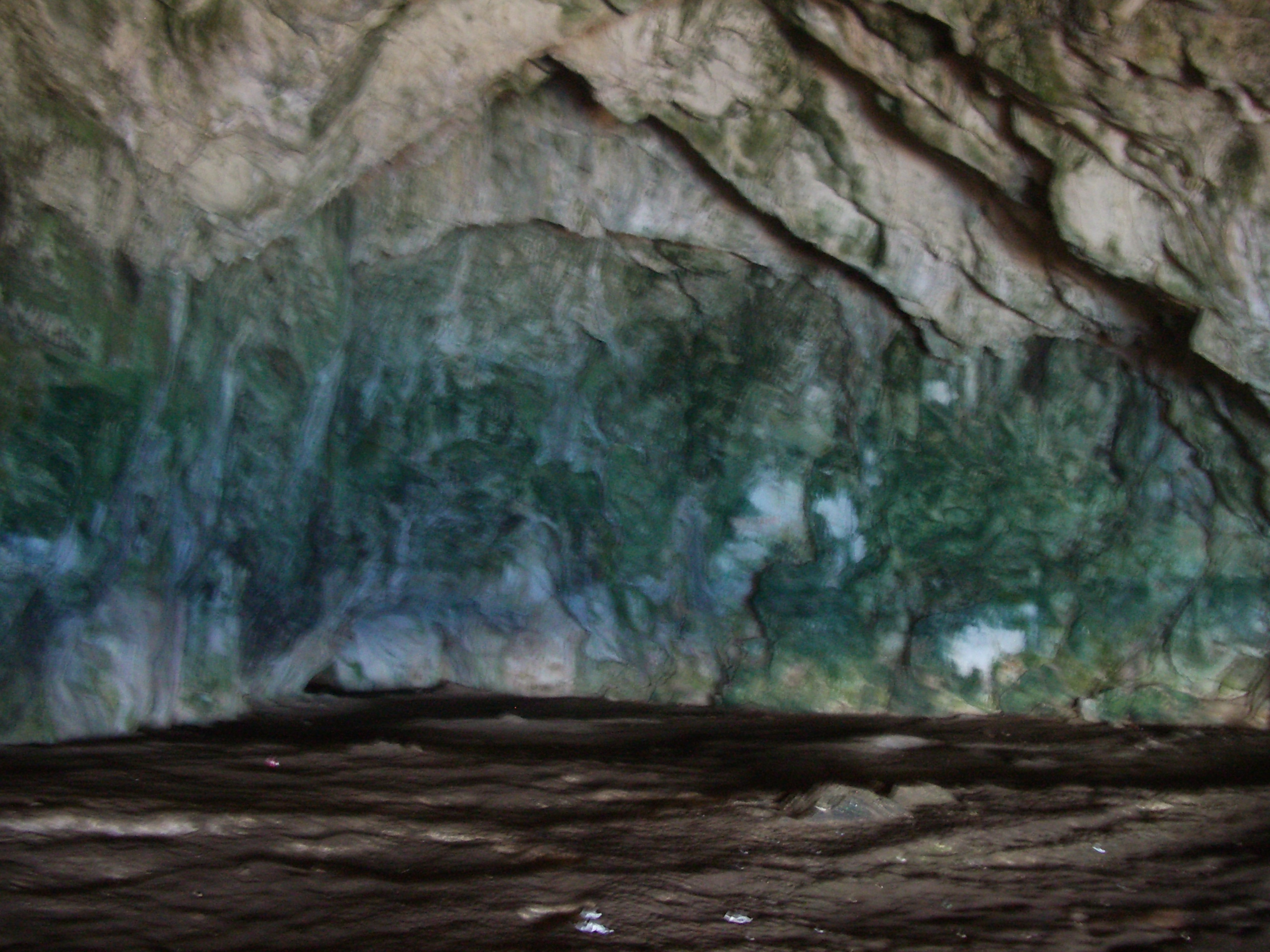
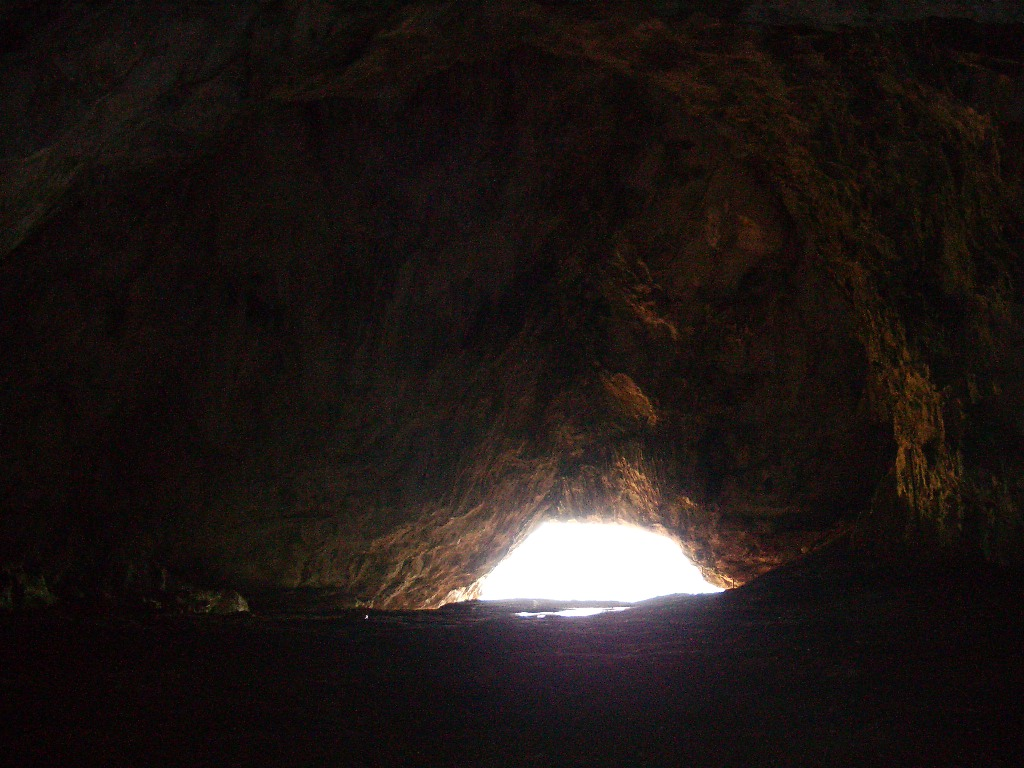